# 堂下勝気
堂下 勝気（どのした かつき、1955年2月13日 - ）は、日本の俳優、声優。北海道出身。青年座所属。

## 出演作品

### 舞台
- 泣かないのか、泣かないのか1973年のために 演出 - 蜷川幸雄
- ノートルダム・ド・パリ 演出 - 蜷川幸雄
- おとことおんなの午後ー質屋 演出 - 石橋蓮司
- オルゴールの墓 演出 - 石橋蓮司
- 人さらい 演出 - 石橋蓮司
- 人情紙風船 演出 - 石橋蓮司
- ビニールの城 演出 - 石橋蓮司
- ゴッホからの最後の手紙 演出 - 斉藤歩
- ドレッサー 演出 - V・銀太
- サーカス物語 演出 - 倉迫康史
- 復活 演出 - 川口典成

### 映画
- 竜馬暗殺 監督 - 黒木和雄
- ジェラシーゲーム 監督 - 東陽一
- （秘）女郎責め地獄 監督 - 田中登
- 多摩川少女戦争 監督 - 及川中（小野田）
- ピューと吹くジャガー 監督 - マッコイ斉藤

### テレビ
- 犬を飼うということ〜スカイと我が家の180日〜 7話 - スナックの常連客 役
- 大河ドラマ 龍馬伝 9,10話（NHK総合） - 井上清直 役
- 天使の代理人 Episode4（フジテレビ） - 人事課長 役
- 嵐がくれたもの - 久我良市 役
- Cafe 吉祥寺で 39話
- 一杯いきますか
- 風の果て
- 相棒 season12 第1話「ビリーバー」（2013年10月16日、テレビ朝日） 猪瀬昌幸 役

### テレビアニメ
- TIGER & BUNNY（男性実況）
- 銀の匙 Silver Spoon（八千代徹也）
- 凪のあすから（マスター）
- サムライフラメンコ（防衛大臣）
- 銀の匙 Silver Spoon（第2期）（八千代徹也）
- 曇天に笑う - 太田 役
- トライブクルクル（ヒュー・ウィット、酔っぱらい）
- 金田一少年の事件簿R（第2期）（管理人）